# Iberski ris
Iberski ris (znanstveno ime Lynx pardinus) živi v Evropi na Iberskem polotoku. Med vsemi vrstami risa je ta najbolj ogrožen, saj jih v naravi v Španiji živi le še okoli 200.